# Flarestjärna
En flarestjärna är vanligtvis en röd dvärgstjärna av spektralklass M, som har sporadiska och oförutsägbara utbrott och stor energifrigörelse på ytan. En typisk flare varar några minuter upp till några timmar. Stjärnans ljusstyrka ökar i regel med 10-100 gånger, dvs. med 2-5 magnituder.
Energifrigörelsen i en flare är i regel inte mycket större än de flareutbrott som vår egen sol kan ha, men på grund av röda dvärgstjärnors låga absoluta ljusstyrka gör att flareutbrotten dominerar när de inträffar. Magnetfältet och rotationens variation med latituden tros ha betydelse för utbrotten, men mekanismen har ännu inte fått en tillfredsställande förklaring. Utbrotten kan sträcka sig över hela det elektromagnetiska spektrumet, från röntgenstrålning till radiovågor.
De första flare-stjärnorna upptäcktes 1924 och var V1396 Cygni och AT Microscopii. 1948 upptäcktes UV Ceti som kan sägas vara den bäst utforskade flare-stjärnan.
De flesta flare-stjärnorna är ljussvaga röda dvärgstjärnor, men det finns också mindre massiva bruna dvärgstjärnor som kan få flare-utbrott. Den relativt sett massiva variabeln RS Canum Venaticorum företer också flare-utbrott, men orsaken verkar vara en följeslagare som påverkar stjärnans magnetfält. Vidare finns nio stjärnor av solliknande typ som visar flare-liknande utbrott.

## Närliggande flarestjärnor
Flarestjärnor  är påtagligt ljussvaga, men astronomerna har ändå lyckats hitta objekt på 1000 ljusårs avstånd från jorden.
Den 23 april 2014 uppmätte NASAs Swiftteleskop det starkaste, hetaste och mest långvariga flare som någonsin observerats vid en närbelägen röd dvärg. Den första delen av utbrottet var 10 000 gånger kraftigare än den största flare som uppmätts hos vår egen sol.

### Proxima Centauri
Vår närmaste stjärna, Proxima Centauri i stjärnbilden Kentauren, är flarestjärna.

### Wolf 359
En annan flarestjärna som granne i rymden är Wolf 359, på ett avstånd av 7,86 ± 0,03 ljusårs avstånd.  Den heter också Gliese 406 och CN Leonis och är en röd dvärg av spektralklass M6.5 som utsänder strålning på röntgenbandet. Den är av varianten UV Ceti-variabel med täta utbrott.

### Barnards stjärna
Barnards stjärna  i stjärnbilden Ormbäraren är det näst närmaste stjärnsystemet i rymden och uppvisar det största kända egenrörelsen (10,3″om året). Stjärnan är av spektralklass M4 och magnitud +9,57. Den misstänks vara flarestjärna

### TVLM513-46546
TVLM513-46546 är en kall brun dvärg i Björnvaktarens stjärnbild, som befinner sig 35,1 ljusår bort.